# Bernt Papegoja
Bernt Papegoja eller Berndt Papegoja, född 23 december 1649 på Fort Christina i Nya Sverige, död 1 mars 1700 i Järpås församling i Sverige, var en svensk militär och hauptman (slottsskrivare).

## Biografi
Bernt Papegoja föddes 1649 på Kristine skans i kolonien Nya Sverige. Han var son till guvernören Johan Papegoja i Nya Sverige och Armegott Printz. Papegoja blev 2 mars 1669 fänrik vid Älvsborgs regemente och 1674 kapten vid regementet. Han blev 20 november 1684 hauptman på Läckö slott. Papegoja avled 1700 och begravdes i Järpås kyrka där hans epitafium och gravsten lades.

### Egendom
Papegoja ägde Kårpegården i Järpås socken och Gunnarstorp i Flakebergs socken.
Han var arrendator av Läckö kungsgård 1684–1700. 

### Familj
Papegoja gifte sig före 1672 med Anna Roos af Hjelmsäter, som var dotter till Harald Roos af Hjelmsäter och Brita Lake. De fick tillsammans barnen fänriken Gustaf Papegoja (död 1705) vid Västgötadals regemente, löjtnanten Adolf Papegoja (död 1709) vid Skaraborgs regemente, Helena Papegoja (1677–1756), Christina Maria Papegoja (född 1685) som var gift med Lars Fägersten, sergeanten Carl Papegoja vid Västgöta femmänningsinfanteriregemente, Elisabet Catharina Papegoja (1678–1753) som var gift med överstelöjtnanten Seved Gustaf Tigerhielm, Johan Papegoja, Harald Papegoja (1678–före 1705) och Johan Fredrik Papegoja (1690–1690).